# Leptospermum arachnoides
Leptospermum arachnoides là một loài thực vật có hoa trong Họ Đào kim nương. Loài này được Gaertn. mô tả khoa học đầu tiên năm 1788.